# De Gyldne Løver
De Gyldne Løver var en dansk folkemusikgruppe, der blev dannet i 1967. De optrådte gennem årene på store og små scener over hele landet, og var især faste indslag på festivaler.[kilde mangler] Musikalsk var de inspireret af den irske folkemusik, og har en lang række udgivelser bag sig.

## Historie
De Gyldne Løver debuterede på værtshuset Den Gyldne Løve i Hjørring den 24. oktober 1967 under navnet Golden Lion Folk Group, og bestod da af Jens Bjørn-Hansen, Carsten Holst og Jens Wolffsen, der alle var lærerstuderende på Hjørring Seminarium. De næste syv år var værtshuset rammen om faste optrædener med irsk folkemusik, og gruppen opnåede en næsten kultlignende lokal popularitet, med lange kødannelser og et overfyldt koncertlokale.
Efter et par år trådte Jens Wolffsen ud af gruppen, og erstattedes i 1970 af Karl Albert Jørgensen, der siden begyndelsen havde fungeret som musikalsk vikar, ligesom Jens Memphis Nielsen, der havde været fast gæstesolist, også blev en del af det faste ensemble fra 1970. Fra 1987 blev Ib Buchholtz Hansen en del af gruppen.
I begyndelsen sang man de irske folkeviser på engelsk, men efter råd fra Gustav Winckler begyndte de at oversætte de irske sange til dansk, og dermed var grundlaget for syng-med-sange som "Hjemmebrænderiet", "Jeg er ikke som de andre" og "Ved Haw'et" skabt. Det var også på foranledning af Gustav Winckler, de skiftede navn til det mere mundrette De Gyldne Løver.
Efter nogle singleudspil udgav De Gyldne Løver i 1971 LPen "De Gyldne Løver", der gav gruppen et større gennembrud i Danmark. Siden blev det til koncerter på blandt andet Roskilde Festivalen (1980), og optrædener i Tivolis Visevershus, ligesom de var faste gæster ved Skagen Festival.
De Gyldne Løver var flere gange i Irland for at hente inspiration til gruppen. Det medførte blandt andet et musikalsk samarbejde med Sammy Lynch og Fiona Dodd.
På De Gyldne Løvers album "En omgang til" fra 1976 giver Niels Hausgård følgende karakteristik af De Gyldne Løver:
"... store, stærke mænd er ofte løbet grædende bort fra DE GYLDNE LØVERS bord. Har man en lun sommeraften i skæret fra solens sidste stråler oplevet at sidde med LØVERNE over en kølig lædskedrik og lytte til særdeles detaillerede beretninger om mange års rejser i ind og udland, da får man den underlige følelse af, at vanviddet lurer lige om hjørnet..."
Den 8. juli 2007 modtog De Gyldne Løver den prestigefyldte Folkemusikprisen på Skagen Festival for deres musikalske virke gennem 40 år. Prisen var tidligere tilfaldet musikere og ensembler som Allan Taylor fra England, Tom Paxton fra USA, The Dubliners fra Irland og The McCalmans fra Skotland.
I 2012 meddelte De Gyldne Løver at de stopper. De sluttede karrieren med fem koncerter, hvor den sidste blev afholdt i Hjørring, hvor det hele startede. Dog opførte de to koncerter i forbindelse med deres 50 års jubilæum i 2017. En på Vendelbohus i Hjørring og en på Skråen i Aalborg. Disse koncerter var uden Jens Bjørn-Hansen, der ikke deltog af helbredsmæssige grunde.

## Medlemmer
- Carsten Holst, (født 17. december 1943 i Brønderslev), guitar og sang
- Jens Bjørn-Hansen, (født 22. marts 1944 i Frederikshavn, død 7. december 2018),[6][7] banjo, mandolin og sang
- Karl Albert Jørgensen, (født 27. juli 1942 i Frederikshavn), el-bas og sang
- Jens Memphis Nielsen, (født 1. marts 1947 i Frederikshavn), fløjter og sang
- Ib Buchholtz Hansen, (født 21. december 1943 i Frederikshavn), keyboard, harmonika og sang

## Udgivelser
- 1971 – De Gyldne Løver
  - Jeg Ta'r Aldrig På Valsen Igen, En Træt Gammel Dreng, Fru Jensen Fra Tolne, Kevin Berry, Farvel Til Mine Venner, Tordenskjolds Var God Nok, Den Glade Rekrut, Jeg Er Ikke Som De Andre, Livets Glæder, Med Søstøvler På, Konen På Læsø, Det Gode Skiv "Martha", Pi'r, Gift Jer Aldrig Med En På 70, Ved Haw'et
- 1975 – Hjemmebrændt
  - Hjemmebrænderiet, De Løse Fugle, Jønnes sang, Skolelæreren & De Ti To Taller, Rottefængeren, Solen Brænder, Porterens Pris, Kræn Pæsens Begravelse, Min Lille Dreng, Lån Mig En Ti'er, Bedstefaders Morgenpibe & Jollebyggerens Reel, Drik Ud, Folkens, I Morgen Er Der Atter En Dag, 1 - 2 - 3 - 4 Fyre
- 1976 – En omgang til
  - Bill. Mrk. Partner søges - Drømmeren - Nattens dronning - Gå hjem, lille ven - Joe Hill - Sømand Vagn - Farvel, min ven - Skipper Clement - Andres - Det er osse ligemeget - Gammeljomfruen - Skænk et par drammer - Den lange vej til København - En omgang til
- 1976 – De Gyldne Løver
- 1977 – En mærkelig blanding
  - En Mærkelig Blanding, Den Våde Grav, En Lille En Om Morgenen, Lønningsdag, Medley: Kokken i køkkenet/Schäferhundens Farvekridt/De 4 Postbude I Badet (De Er Skøre De Romere), Vejrhanen, Kresten, Af Den Skidne Og Emmende Gjødning, La' Os Male Byen Rød, Fuld Igen, Ud Af Skolen, Medley: The Leverpølse & Håndmadder/Lendumdage/Den Er Gal I Rimmen, Jens Og Soen, Hjallerup Marked, Det Sidste Glas
- 1978 – Vores værtshus
- 1979 – Den Gyldne Time
- 1980 – I Haw'et
  - Hirtshals kro - I haw'et - De flinke folk fra EM - Med slukkede lanterner - Sangen til Anne - Vaskekonen mv - Vi har rejst lang vej - Fyld op mit krus! - Fordi du ej længer er til - Zoologisk have - Skriften på væggen - Derfor blev vi spillemænd
- 1981 – Løvernes Bedste (Live)
  - Kræn Piesens begravelse - Vores værtshus - En lille en om morgenen - Rottefængeren - 1-2-3-4 fyre - Et glas Porter og Mason's Apron - Det gode skiv Martha - Fru Jensens søn - Hjemmebrænderiet - Farvel til mine venner - Konen på Læsø - Munken fra Børglum - Kresten - Ved Rugmarkens skel - Kys mig her og der
- 1981 – Så er der koncert
- 1982 – Alt optaget
- 1984 – Skæg & Ballader
- 1987 – På mærkerne
  - På Mærkerne, Den Gamle Violin, Det Fyldte Krus, Tavshed, Tante Tut, Hele Tiden, 4-Toget Til Nashville, Pigen Fra Bangsbostrand, Ude Er Godt..., Ude Med Snøren, Lad Os Være I Fred, Afsted Igen.
- 1988 – De Gyldne Løver – 32 Hits
- 1989 – Den Lille Cafe
- 1992 – Hvor mågerne skriger
- 1997 – Fæ og Folk
  - Farvel Til Det Fri Liv, Hvad Skal Vi Sig' Til Børnene, Bundgarnsfiskerne, Bjæsk, Grønnedal, På Havet, Mortensens Hest, En Simpel Sømand, En Hvidmalet Bro, Jeg Si'r Det...!, Brand og Brandert, Den Syngende Gris, Vi Ses En Anden Gang, Maren Af Skagen (Live), Et Gals Porter (Live), En Lille En Om Mor'nen (Live), Vores Værtshus (Live), Medley: Ved Hawet/Jeg Er Ikke Som De Andre/På Valsen (Live), Kræn Piesens Begravelse (Live), Den Lille Café (Live), Det Gode Skib Martha (Live), Konen På Læsø (Live), Dansk Arbejde (Live), Hjemmebrænderiet (Live), Fiskerens Himmerige (Live), Lad Os Male Byen Rød (Live), Ingen Elsker Som En Vendelbo (Live)
- 1998 – Vi er ikke som de andre
- 2004 – Det fyldte krus
- 2005 – Rødderne
- 2005 – Oppe i Nord
  - Send Bud Til Baren, En Skål For Morgenrøden, Oppe I Nord, Skagen Du Er Sagen, En Hvidmalet Bro, 1-2-3-4 Fyre, Pigen I Bangsbostrand, Billet MRK.: Partner Søges, Hjemmebrænderiet, En Lille Én Om Mor'nen, Konen På Læsø, Pigerne I Visse, Medley: Ved Hawet/Vi Er Ikke Som De Andre/På Valsen, Afsted Igen, Ingen Elsker Som En Vendelbo, Vi Ses En Anden Gang, Der Er Lang Vej Til Pessevaren
- 2006 – Spillemænd på tur
- 2007 – De Gyldne Løver 40 år
- 2017 - De bedste

## Sange (ikke komplet liste)
| Dansk titel                              | Dansk tekst  | Trad.? | Original titel                                      | Original tekst      |
| ---------------------------------------- | ------------ | ------ | --------------------------------------------------- | ------------------- |
| Andrés                                   | C. Holst     | Ja     |                                                     |                     |
| Balladen med Olsen                       | Jens Memphis | Ja     |                                                     |                     |
| Billet mrk. Partner søges                | Jens Memphis | Ja     | Mush, mush?                                         |                     |
| Brevet til direktøren                    | Jens Memphis | Ja     | (The) Sick Note or Why Paddy is not at Work Today   |                     |
| Byens gader                              | Jens Memphis | Nej    | Streets of London                                   | Ralph McTell        |
| Dansk Arbejde                            | Jens Memphis | Nej    |                                                     |                     |
| De flinke folk fra Em                    | Jens Memphis | Ja     |                                                     |                     |
| De løse fugle                            | Jens Memphis | Nej    |                                                     | Ewan MacColl        |
| Den gamle violin                         | Jens Bjørn   | Ja     |                                                     |                     |
| Den glade rekrut                         | Jens Memphis | Ja     | The Kerry Recruit (en)                              | Ukendt              |
| Den lange vej til Kongens København      | Jens Memphis | Ja     | The Rocky Road to Dublin (en)                       | D. K. Gavan         |
| Den lille Café                           | Jens Bjørn   | Nej    | In't kleine cafe aan haven/The red rose cafe (en)   |                     |
| Den våde grav                            | Jens Memphis | Ja     | The Unquiet Grave (en)                              |                     |
| Der er lang vej til pessevaren           | Jens Memphis | Nej    | It's a Long Way to Tipperary                        | Jack Judge (en)     |
| Derfor blev vi spillemænd                | Jens Memphis | Ja     |                                                     |                     |
| Det er for dårligt                       | Jens Bjørn   | Ja     |                                                     |                     |
| Det fyldte krus                          | Jens Memphis | Ja     | The Jug of Punch                                    | The Clancy Brothers |
| Det gode skiv Martha                     | Jens Memphis | Ja     |                                                     |                     |
| Det lille hus                            | Jens Memphis | Ja     | Danny Boy (en)                                      |                     |
| Det sidste glas                          | Jens Memphis | Ja     | The Parting Glass                                   |                     |
| Drengene fra Hirtshals                   | Jens Bjørn   | Nej    | The Boys of Killybegs                               |                     |
| Drik ud folkens                          | Jens Memphis | Ja     |                                                     |                     |
| Drømmeren                                | K. G. Hansen | Ja     |                                                     |                     |
| En glad mand                             | Jens Bjørn   | Ja     | Rosin the Bow?                                      |                     |
| En lille én om morgenen                  | Jens Memphis | Ja     | The Lark in the Morning (en)                        |                     |
| En mærkelig blanding                     | Jens Memphis | Ja     | The Rising of the Moon (en)                         |                     |
| En omgang til                            | Jens Memphis | Ja     |                                                     |                     |
| En simpel sømand                         |              | Ja     | The good ship Kangaroo                              | Planxty             |
| En skål for morgenrøden                  | Jens Bjørn   | Ja     |                                                     |                     |
| 1 2 3 4 fyre                             | Jens Memphis | Ja     | Pace Egging Song                                    |                     |
| Et glas porter                           | Jens Memphis | Ja     | Jar of Porter                                       |                     |
| Farvel, min ven                          | Jens Memphis | Ja     | Leaving of Liverpool                                |                     |
| Farvel til mine venner                   | Jens Memphis | Ja     | Mursheen Durkin (en)                                |                     |
| 4-toget til Nashville                    | Jens Bjørn   | Ja     |                                                     |                     |
| Fiskerens himmerige                      | Jens Memphis | Ja     | Fiddler's Green                                     | John Conolly        |
| Frk. Markussens mekaniske massageapparat | Jens Memphis | Ja     |                                                     |                     |
| Fru Jensen fra Tolne                     | Jens Memphis | Ja     | Mrs. McGrath (en)                                   |                     |
| Fru Jensens søn                          | Jens Memphis | Ja     | Mrs. McGrath                                        |                     |
| Fuld igen                                | Jens Memphis | Ja     | Seven Drunken Nights                                |                     |
| Fyld op mit krus                         | Jens Memphis | Ja     |                                                     |                     |
| Gammeljomfruen                           | Jens Memphis | Ja     | Old Maid in the Garret                              |                     |
| Gå Hjem, Lille Ven                       | Jens Memphis |        |                                                     |                     |
| Hirtshals kro                            | Jens Memphis | Ja     | Three Drunken Maiden                                |                     |
| Hjallerup Marked                         | Jens Memphis | Ja     | The Galway Races (en)                               |                     |
| Hjemmebrænderiet                         | Jens Memphis | Ja     | The Moonshiner (en)                                 |                     |
| Husker du Alice                          | Jens Memphis | Ja     |                                                     |                     |
| Hvor mågerne skriger                     | J. Sørensen  | Nej    |                                                     |                     |
| I haw'et                                 | Jens Memphis | Ja     |                                                     |                     |
| I morgen er der atter en dag             | Jens Memphis | Ja     |                                                     |                     |
| Ingen elsker som en vendelbo             | Jens Bjørn   | Nej    | Nobody loves like an Irishman                       | Lonnie Donegan (en) |
| Jeg er ikke som de andre                 | Jens Memphis | Ja     | I'm a Rover and Seldom Sober                        |                     |
| Jeg ta'r aldrig på valsen igen           | Jens Memphis | Ja     | I've been a Wild Rover                              |                     |
| Jens og soen                             | Jens Memphis | Ja     |                                                     |                     |
| Jønnes sang                              | Jens Memphis | Ja     |                                                     |                     |
| Kalle Jørgensen                          | Jens Memphis | Ja     |                                                     |                     |
| Kevin Barry                              | Jens Memphis | Ja     | Kevin Barry (en)                                    |                     |
| Klokken                                  | Jens Bjørn   | Ja     | The Jolly Beggar (en)                               |                     |
| Konen på Læsø                            | Jens Bjørn   | Ja     | (Old) Woman from Wexford                            |                     |
| Kresten                                  | Jens Memphis | Ja     | Cúnla (en)                                          |                     |
| Kræn Piesens begravelse                  | Jens Memphis | Ja     | Finnegan's Wake                                     |                     |
| Kys mig her og der                       | Jens Memphis | Ja     | Maloney Wants a Drink                               |                     |
| Kæmpetorsken                             | Jens Memphis | Ja     | The Herring (en)                                    |                     |
| Kærlighed i grillbaren                   | Jens Memphis | Ja     |                                                     |                     |
| Lad os male byen rød                     | Jens Memphis | Ja     |                                                     |                     |
| Lad os være i fred                       | Jens Bjørn   | Ja     |                                                     |                     |
| Livets glæder                            | Jens Memphis | Ja     |                                                     |                     |
| Lønningsdag                              | Jens Memphis | Ja     |                                                     |                     |
| Lån mig en 10'er                         | Jens Memphis | Ja     |                                                     |                     |
| Manden, som opfandt øl                   | Jens Bjørn   | Ja     | (An Ode to) Charlie Mopps aka Beer, Beer, Beer (en) |                     |
| Maren af Skagen                          | Jens Memphis | Ja     | The Irish Rover                                     |                     |
| Med slukkede lanterner                   | Jens Memphis | Ja     | Smuggler                                            |                     |
| Med søstøvler på                         | Jens Bjørn   | Ja     | Navvy Boots                                         |                     |
| Min bette pige                           | Jens Memphis | Ja     |                                                     |                     |
| Min lille dreng                          | Jens Memphis | Ja     | Come My Little Son                                  |                     |
| Munken fra Børglum                       | Jens Memphis | Ja     | The Glendalough Saint                               |                     |
| Nattens dronning                         | Jens Memphis | Ja     | Dicey Riley                                         |                     |
| Når enden er go'                         | Jens Bjørn   | Ja     |                                                     |                     |
| Oppe i Nord                              |              | Ja     |                                                     |                     |
| Pas på jeres koner                       | Jens Bjørn   | Ja     |                                                     |                     |
| Pigen i Bangsbostrand                    | Jens Memphis | Ja     | (The) Town of Ballybay                              |                     |
| Pi'r gift jeg aldrig med en på 70        | Jens Memphis | Ja     | Maids when You're Young (en)                        |                     |
| Porterens pris                           | Jens Memphis | Ja     |                                                     |                     |
| Pølser i naturtarm                       | Jens Bjørn   | Ja     |                                                     |                     |
| På mærkerne                              | Jens Memphis | Ja     |                                                     |                     |
| På valsen                                | Jens Memphis | Ja     | Wild Rover                                          |                     |
| Rottefængeren                            | Jens Memphis | Ja     | Cod Liver Oil (en)                                  |                     |
| Sangen til Anne                          | Jens Memphis | Ja     |                                                     |                     |
| Send bud til baren                       | Jens Bjørn   | Ja     |                                                     |                     |
| Skipper Clement                          | Jens Memphis | Ja     | Kelly the boy from Killan                           |                     |
| Skænk et par drammer                     | Jens Memphis | Ja     |                                                     |                     |
| Solen brænder                            | Jens Memphis | Nej    | The Sun is burning                                  | Ian Campbell (en)   |
| Sommerlebensraum                         | Jens Bjørn   | Nej    | Warte, warte nur ein Weilchen                       |                     |
| Sømanden Vagn                            | Jens Bjørn   | Ja     |                                                     |                     |
| Tante Tut i Thyborøn                     | Jens Memphis | Ja     | Johnson's Motor Car                                 | William Gillespie   |
| Tordenskjold var go' nok                 | Jens Memphis | Ja     | Nelson's Farewell (en)                              |                     |
| Troels fløjtespiller fra Løkken          | Jens Memphis | Ja     |                                                     |                     |
| Træk for igen                            | Jens Bjørn   | Ja     |                                                     |                     |
| Træt gammel dreng                        |              | Ja     | All For Me Grog (en)                                |                     |
| Ude er godt                              | Jens Memphis | Ja     |                                                     |                     |
| Ved hawet                                | Jens Memphis | Ja     | The Sea around Us (en)                              | Dominic Behan (en)  |
| Ved rugmarkens skæl                      | Jens Memphis | Ja     | Pleasant and Delightful                             |                     |
| Ved Uggerby Å                            | Jens Memphis | Ja     | Slievenamon (en)                                    |                     |
| Vejrhanen                                | Jens Memphis | Ja     |                                                     |                     |
| Vi fører os frem                         | Jens Memphis | Ja     | Spanish ladies (en)                                 |                     |
| Vores værtshus                           | Jens Memphis | Ja     |                                                     |                     |